# Після сексу (фільм)
«Після сексу» (англ. After Sex) — американська комедійна драма 2007 року режисера Еріка Амадіо. Розповідає про складність сучасних стосунків, картина показує діалоги та компрометуючі ситуації між партнерами 8 пар, їхнє відношення один до одного та результат кожного кроку між ними.

## Сюжет
Гостра комедія відносин, яка використовує секс як фон, щоби дослідити людські емоції через довіру та вразливість. Це — гумористичний та чесний погляд на складність сучасних повсякденних відносин.
Фільм складається з восьми епізодів, в кожному з яких представлені закохані пари найрізноманітніших типів, гетеро- та гомосексуальні, підлітки та похилого віку, які розповідають про те, що з ними відбувається після сексу.

## В ролях
- Марк Блукас — Крістофер, пара 1
- Шаріті Шеа — Леслі, пара 1
- Тенк Сейд — Фредді, пара 2
- Ноель Фішер — Джей, пара 2
- Наталі Марстон — Крісті, пара 3
- Девід Франко — Сем, пара 3
- Міла Куніс — Ніккі, пара 4
- Зої Салдана — Кет, пара 4
- Джанет О'Коннор — Труді, пара 5
- Джон Вайтерспун — Джен, пара 5
- Тім Шарм — Нейл, пара 6
- Джеймс Дебелло — Боб, пара 6
- Кейр О'Доннелл — Девід, пара 7
- Еммануель Шрікі — Джорді, пара 7
- Хосе Пабло Кантільо — Марко, пара 8
- Терін Меннінг — Аланна, пара 8
- Джейн Сеймур — Джанет
- Маріа Бруна — Райа
- Александра Шерон — Дженіфер
- Дейв Франко — Сем

## Саундтрек
Саундтрек фільму включає в себе наступні композиції:
- One More Day, слова пісні Christopher Mezera, у виконанні Pure Dream Ladder
- Hello to Yesterday, текст та виконання Stephen Light
- Whose Ready 2 Rokk, слова пісні Stephen Light та Edward Cisneros, у виконанні The Ducktape Cowboys
- Still I Rise, слова пісні Al E Cat та Harriet Roberts, у виконанні Harriett Roberts
- Surrender, слова пісні Christopher Lennertz та Stephanie Casey, у виконанні Star Belly
- Undercover Delight, текст та виконання Susan Howard
- Bodega Street Corner, слова пісні Ali Theodore, Zach Danziger та Vincent Alfieri, у виконанні El Berhknokies